# Villarroya de la Sierra (kommun)
Villarroya de la Sierra är en kommun i Spanien.   Den ligger i provinsen Provincia de Zaragoza och regionen Aragonien, i den nordöstra delen av landet, 200 km nordost om huvudstaden Madrid. Antalet invånare är 553.